# Seabrook (New Hampshire)
Seabrook – miasto w Stanach Zjednoczonych, w stanie New Hampshire, w hrabstwie Rockingham.